# USS 이오지마 (LHD-7)
USS 이오지마 (LHD-7는 미국 와스프급 강습상륙함의 7번함이다.

## 역사

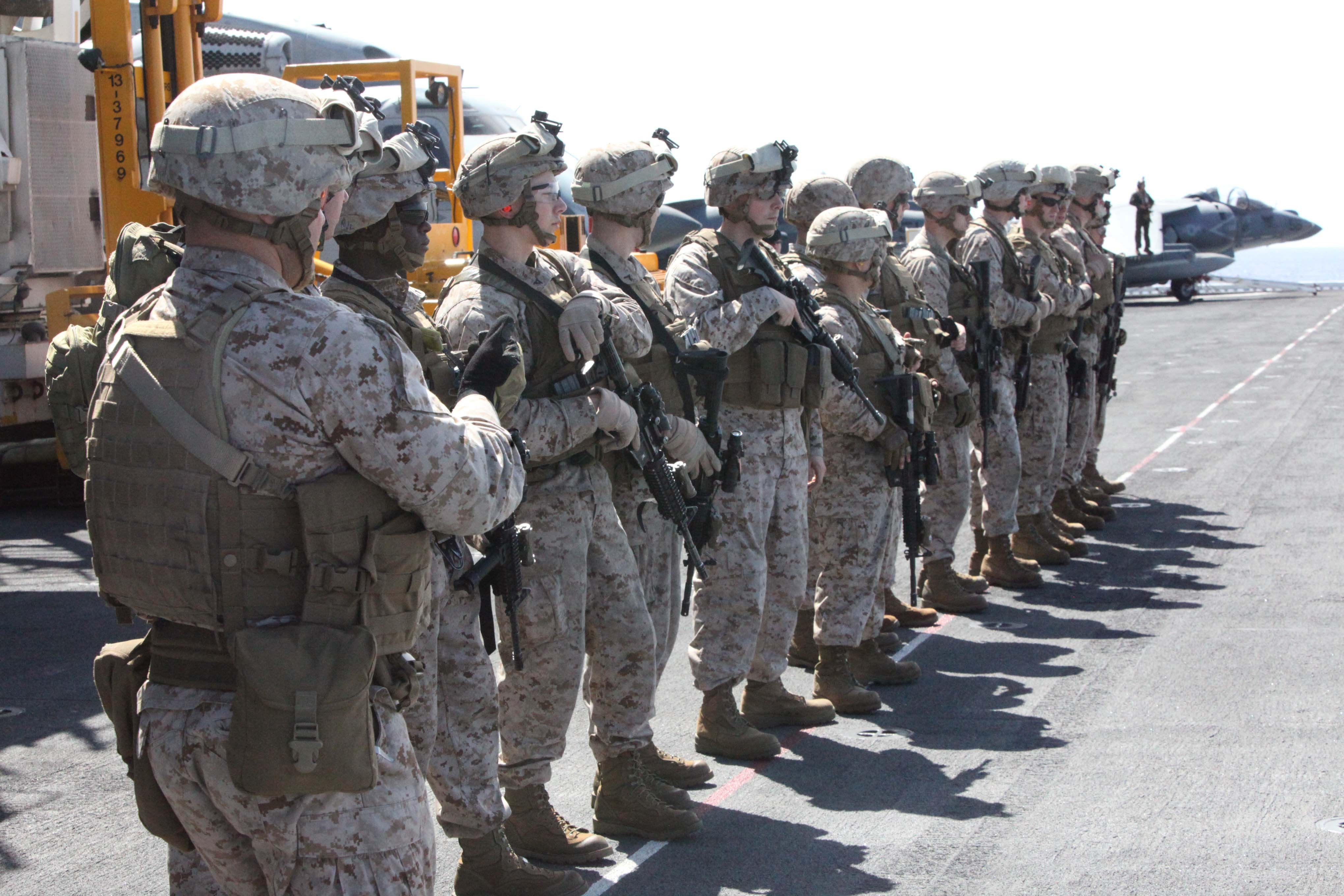
2012년, 제24해병원정대가 이오지마에서 실탄사격훈련중이다.

이오지마 전투의 이름을 땄다. 2001년에 취역했다.
이오지마와 제26해병원정대는 다른 상륙함 2척과 함께 이오지마 상륙준비단을 구성했다. 이오지마는 항구적 자유 작전을 지원하기 위해 2003년 3월 4일 출항했다. 2003년 7월, 제2차 라이베리아 내전에 참전했다.
2010년 11월 3일, 허리케인 토마스의 피해에 대한 인도적 지원을 하기 위해 이오지마가 아이티에 파견되었다.
2012년 4월 11일, VMM-261의 MV-22 오스프리가 모로코의 아가디르에 추락했다. 연합 훈련중이었고, 이오지마에서 이륙했다. 해병 2명이 사망했고, 조종사 2명은 중상을 입었다.